# Джолін Марі Чолок Ротінсулу
Джолін Марі Чолок Ротінсулу (індонез. Jol'ene Maríe Cho'lock Rotin'sulu; нар. 15 травня 1996) — член Міжнародного комітету з Параолімпійських ігор в Індонезії, комерційна модель, актриса сцени, співачка та титуляр конкурсу краси, яка отримала титул Puteri Indonesia Lingkungan 2019. Вона представлятиме Індонезію, Міс Інтернешнл 2019 року.

## Біографія
Джолін народилася в Санта-Ана, Каліфорнія у Мінахасані — народився батько, Рой Густав Ротінсулу, з Талауд, і американська мати, Аллері Лі Чолок, Лос-Анджелес, Каліфорнія, і Сірена Елізабет Чолок-Ротінсулу, її старша сестра з Манадо, Північне Сулавесі — Індонезія був минулим переможцем Міс Celebrity Indonesia 2011. Jolene також працює як модель з 12 років, вона є комерційною моделлю для деяких брендів, таких як KFC, Magnum (ice cream), Nescafé, L.A. Lights and Mustika Ratu.

## Міс конкурс

### Міс Celebrity Indonesia 2010
Джолін почала свою кар'єру в конкурсі телевізійних конкурсів знаменитостей Міс Celebrity Indonesia 2010 нагору і спеціальну нагороду Міс Фотогеніка.

### Путері Індонезія 2019[en]
Джолін була коронована як Puteri Індонезія 2019 1-е місце, Індонезія 8 березня 2019 року вихідним власником титулу Vania Fitryanti Herlambang з Бантен. Jolene представляла Північне Сулавесі провінція на конкурсі, вона також отримує спеціальні нагороди як Puteri Indonesia Kepulauan Favorites Sulawesi Фінальна коронаційна ніч Puteri Indonesia 2019 також була присутня на панує Міс Інтернешнл 2018 — Маріем Веласко.

### Міс Інтернешнл 2019[en]
Джолін буде представляти Індонезія на Miss International 2019 конкурс в Токіо — Японія, який відбудеться наприкінці 2019 року, де Маріем Веласко Венесуела завершиться своїм наступником наприкінці конкурсу.